# Horistonotus peruvianus
Horistonotus peruvianus là một loài bọ cánh cứng trong họ Elateridae. Loài này được Guerin-Meneville miêu tả khoa học năm 1839.